# ドングリ (ムンバイ)
ドングリ (Dongri) は、ムンバイ市内の地区のひとつで、ゴライの北隣に位置している。おもにイギリスで用いられる作業着としてのオーバーオールの別名でもある英語のダンガリー (dungaree) は、かつてそれに用いる生地を輸出していた当地の地名ドングリに由来するものとされている。ドングリの歴史は、ポルトガルが一帯を植民地化した17世紀まで遡る。
ドングリの教会であるノッサ・セニョーラ・ダ・ベレム教会は、1613年に遡る歴史をもつことが、正面入口に刻まれた年号から分かる。